# Don Som
Don Som is een eiland in de Mekong rivier en onderdeel van het gebied genaamd Si Phan Don (Laotiaans: ສີ່ພັນດອນ, '4000 eilanden').
Het eiland is onderdeel van het Khong District, provincie Champassak (khwaeng) in het uiterst zuidelijk puntje van Laos. Het is het op een na grootste eiland van het gebied. Ten noorden van Don Som ligt Don Khong en ten zuiden ligt Don Det.
Het eiland is ongeveer 13 kilometer in lengte (van noord naar zuid) en 3 kilometer op het breedste punt. Het heeft ongeveer 7.000 inwoners die leven in 12 dorpen.
De lokale economie is voornamelijk gebaseerd op landbouw en visserij en het eiland ziet weinig toerisme in tegenstelling tot zijn buren Don Det, Don Khone en Don Khong. Het eiland heeft slechts één 'guesthouse' (in het dorp Ban Thamakheb).
De dorpen op Don Som zijn Ban Hang Som, Ban Veunsom, Ban Kengkoum, Ban Thapao, Ban Thapo, Ban Deua Tai, Ban Deua, Ban Sala, Ban Muang, Ban Thamakheb, Ban Thakham en Ban Don Som.